# 275264 Krisztike
275264 Krisztike este un asteroid din centura principală de asteroizi.

## Descriere
275264 Krisztike este un asteroid din centura principală de asteroizi. A fost descoperit pe 9 ianuarie 2010 la Mayhill de Stefan Kürti. Asteroidul prezintă o orbită caracterizată de o semiaxă mare de 3,18 ua, o excentricitate de 0,06 și o înclinație de 10,0° în raport cu ecliptica.